# Assais-les-Jumeaux
Assais-les-Jumeaux ist eine aus mehreren Weilern (hameaux) bestehende westfranzösische Gemeinde mit 766 Einwohnern (Stand 1. Januar 2022) im Département Deux-Sèvres in der Region Nouvelle-Aquitaine. Sie gehört zum Arrondissement Parthenay und zum Kanton Le Val de Thouet.

## Lage
Assais-les-Jumeaux liegt etwa 33 Kilometer ostsüdöstlich von Bressuire und etwa 21 Kilometer nordöstlich von Parthenay. Umgeben wird Assais-les-Jumeaux von den Nachbargemeinden Airvault im Nordwesten und Norden, Moncontour im Nordosten, La Grimaudière im Nordosten und Osten, Craon im Osten, Thénezay im Südosten und Süden, Pressigny im Süden, Le Chillou im Süden und Südwesten sowie Saint-Loup-Lamairé im Westen.

## Geschichte
1973 wurden die bis dahin eigenständigen Gemeinden Assais und Les Jumeaux zusammengelegt.

## Bevölkerungsentwicklung
| Jahr                       | 1962 | 1968 | 1975 | 1982 | 1990 | 1999 | 2006 | 2019 |
| Einwohner                  | 1235 | 1022 | 994  | 901  | 808  | 793  | 766  | 769  |
| Quellen: Cassini und INSEE |      |      |      |      |      |      |      |      |

## Sehenswürdigkeiten
- Tumulus de la Motte de Puytaillé, unklare Datierung, seit 1970 Monument historique
- Kirche Saint-Martin in Assais, Monument historique seit 1929
- Kirche Saint-Martin in Les Jumeaux aus dem 19. Jreahrhundert

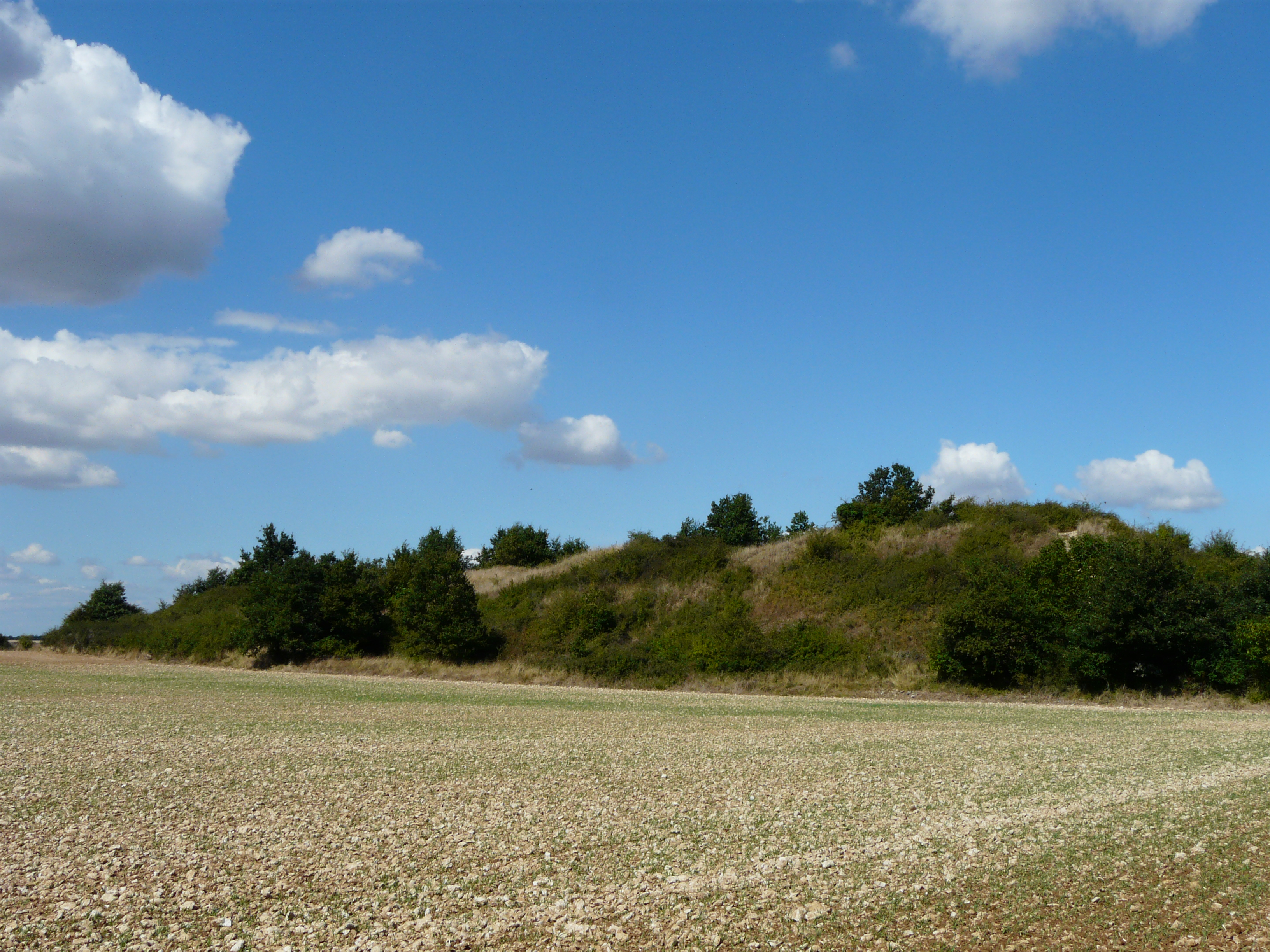
Tumulus
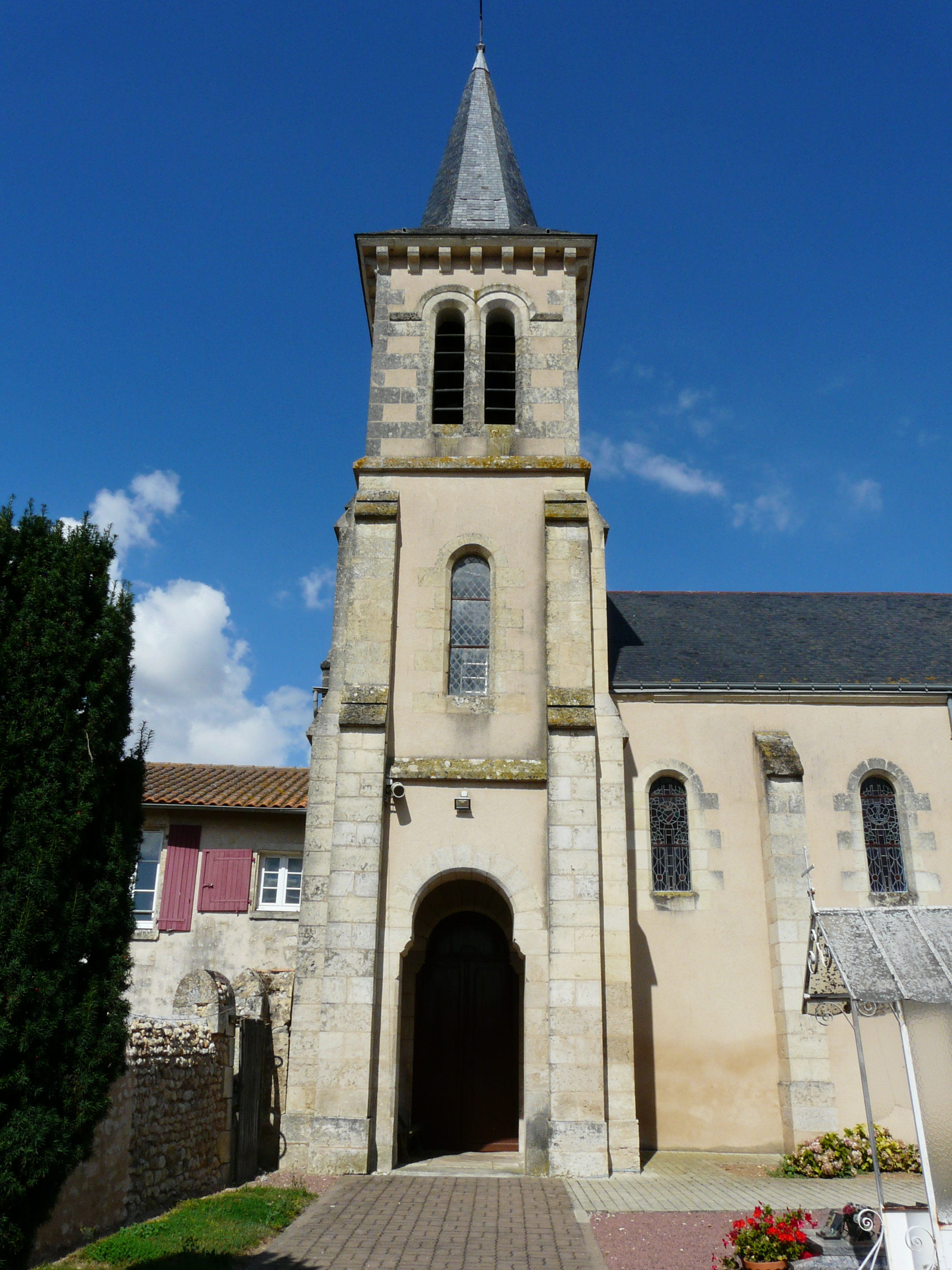
Kirche Saint-Martin in Les Jumeaux